# سلسلة منافسات دانا وايت (الموسم 2)
بدأ الموسم الثاني من سلسلة منافسات دانا وايت في 12 يونيو 2018.